# Sankt Helena (Siebleben)

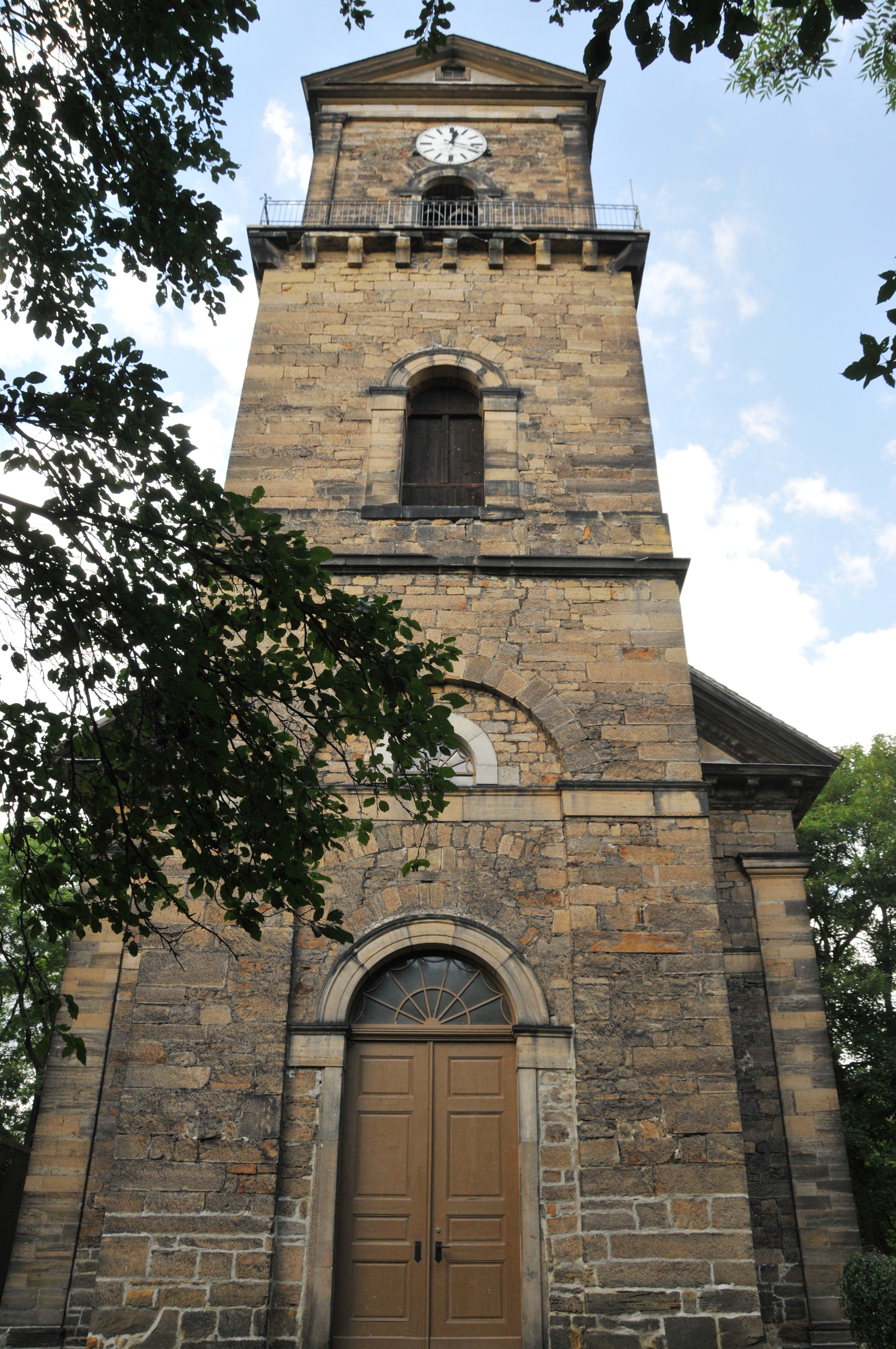
Ostseite des Kirchturms

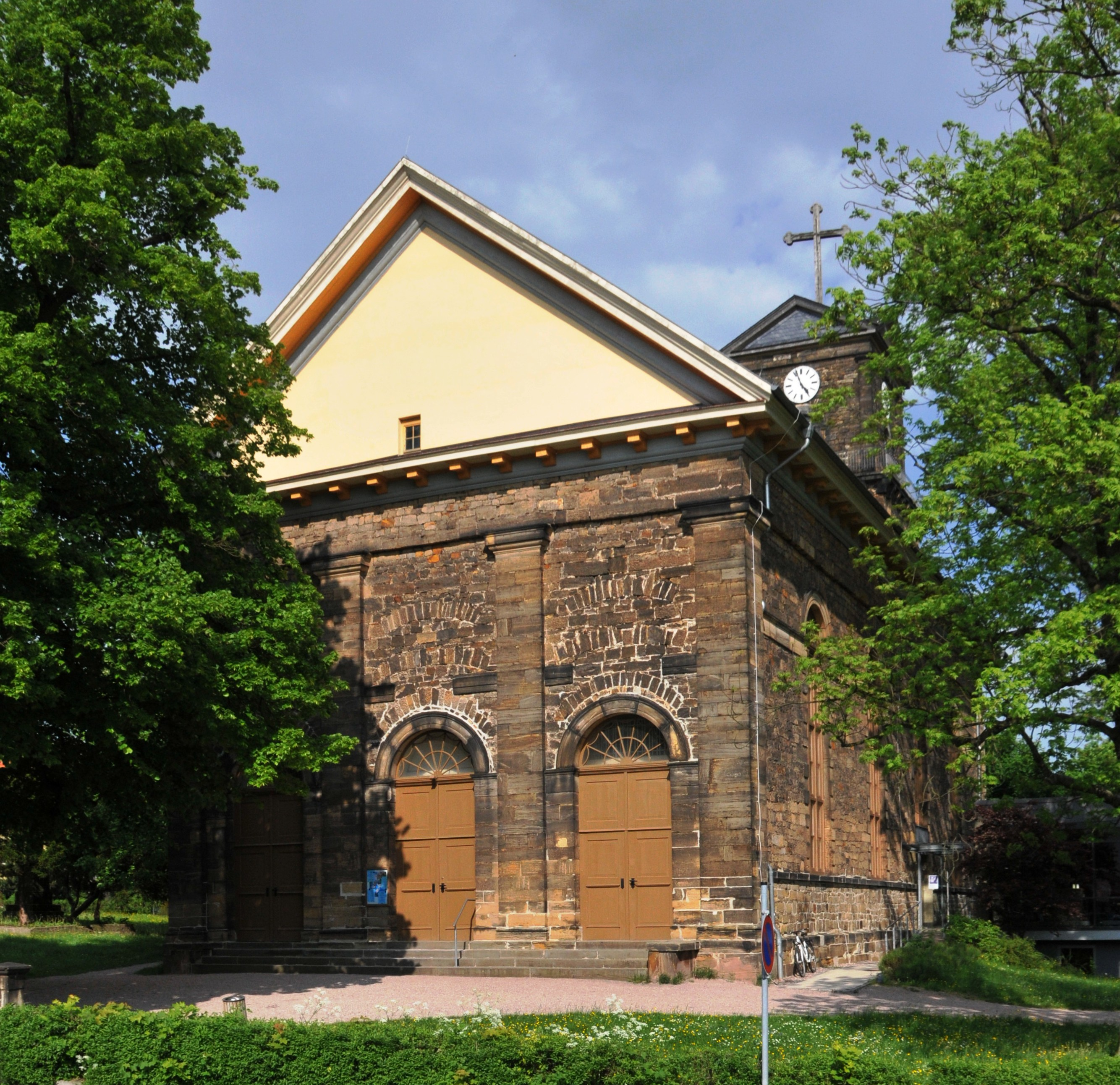
Westansicht

Die St.-Helena-Kirche steht in Siebleben, einem Stadtteil des thüringischen Gotha.

## Geschichte
Die erste Siebleber Kirche ist 1365 urkundlich belegt. Sie stand beim Laufbrunnen, etwa 200 m von der heutigen Kirche entfernt, und hieß Marienkirche. Nach Johann Georg August Galletti wurde die Kirche 1680, 1724 und 1754 erweitert und verbessert. Ein Brand vernichtete am 11. Juni 1809 die Kirche und 24 umliegende Wohnhäuser mit Ställen und Scheunen. Eine vorreformatorische Marienstatue (Anna selbdritt) hat den Großbrand überstanden.
Herzog August von Gotha-Altenburg spendete für einen Neubau sämtliches Bauholz aus dem Georgenthaler Wald. Zu einem Neubau kam es jedoch vorerst nicht, weil die Spenderfreude der Siebleber ausblieb. Das Holz verfaulte. Zehn Jahre später sorgte der Schlosshauptmann Adolf von Wangenheim für den Wiederaufbau der Kirche. Seine Tochter Caroline von Wangenheim, die Besitzerin des Buchwaldschen Freigutes geworden war, schenkte der Gemeinde Siebleben den Bauplatz für die neue Kirche unter den Bedingungen, dass das im Garten des Gutes gelegene Grabmal der Frau von Buchwald und ihrer Schwester in einem Gewölbe der Kirche untergebracht werden sollte, die Instandhaltung der Särge auf ewig übernommen werden sollte und der damalige Gutspächter eine Entschädigung erhalten sollte. Die Gemeinde erklärte sich mit den geforderten Bestimmungen einverstanden und so begann der Kirchenbau im Jahre 1820. Im Oktober 1826 kurz vor der Fertigstellung der Kirche, kam es dann zur Umsiedlung der Särge der Frau von Buchwald und ihrer Schwester, die im Gewölbe der Kirche beigesetzt und eingemauert wurden.
Am 16. Dezember 1827 wurde die heutige Kirche in Gegenwart von Herzog Ernst I. von Coburg-Gotha und seiner beiden Prinzen Ernst und Albert eingeweiht. An der Orgel sind heute noch die Initialen ihrer Namen zu sehen. Ein reicher Siebleber Bauer namens Wilhelm Umbreit soll die Glocke gestiftet haben, weshalb die Einwohner sie auch „Umbreit-Glocke“ nennen. Auch eine Straße in Siebleben ist nach dem Gönner benannt.
Für eine Kirchturmspitze oder -haube reichte das Geld der Gemeinde nicht, so dass der Turm als Abschluss ein hölzernes Kreuz von 13 m Länge erhielt, das 6 m aus dem Turmdach herausragte. Ende der 1970er bis Anfang der 1980er Jahre stand das Kreuz im Eingangsbereich der Kirche. Letztlich wechselte das Kreuz nochmals seinen Platz und kam auf die Altarempore. Der Kirchturm erhielt ein neues Kreuz.
1999 erhielt die Kirche einen gläsernen Anbau, das Glashaus. Im Jahre 2000 wurde die Kirche mit dem Einbau einer neuen Heizung und Elektrik saniert.
Auf dem ehemaligen Friedhof neben der Kirche befinden sich die Grabmäler von Gustav Freytag und seiner Gemahlin Anna sowie seiner Stieftochter Mika-Maria Strakosch-Freytag. Der aktuelle Friedhof Sieblebens mit etwa 12.400 m² Fläche befindet sich 190 m nördlich am Högernweg.

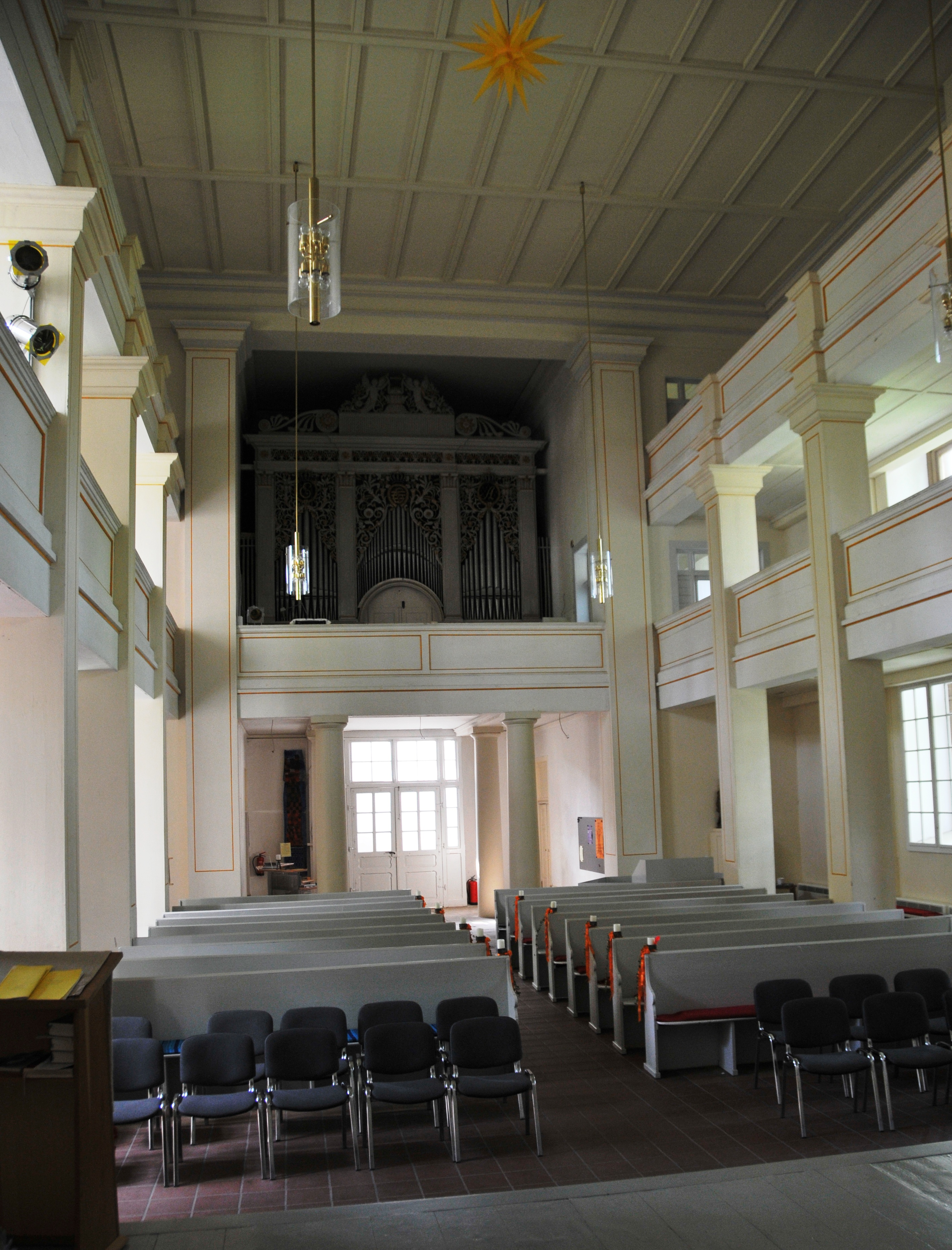
Kircheninneres mit Orgel
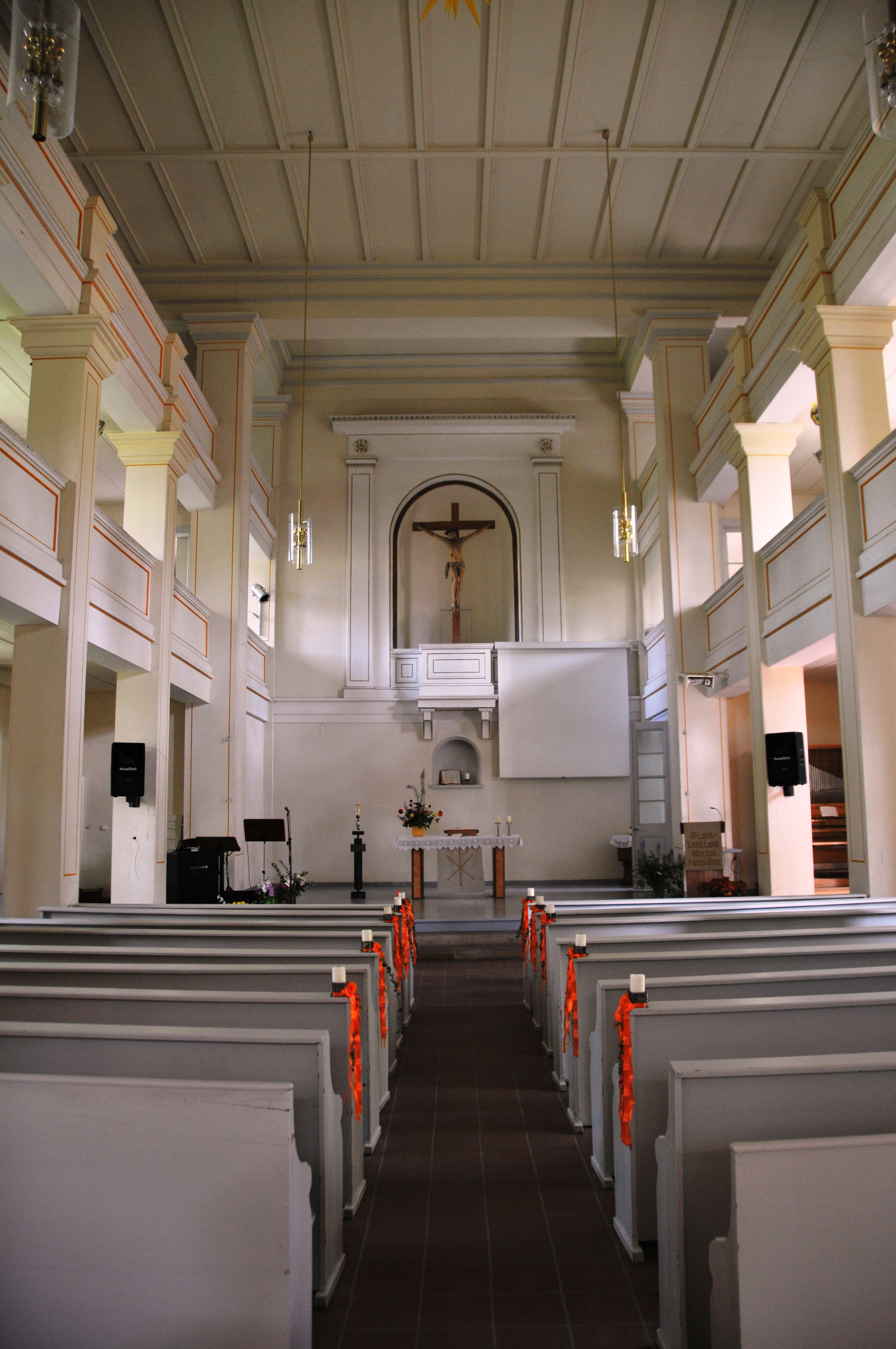
Kircheninneres mit dem Kreuz in der Altarempore
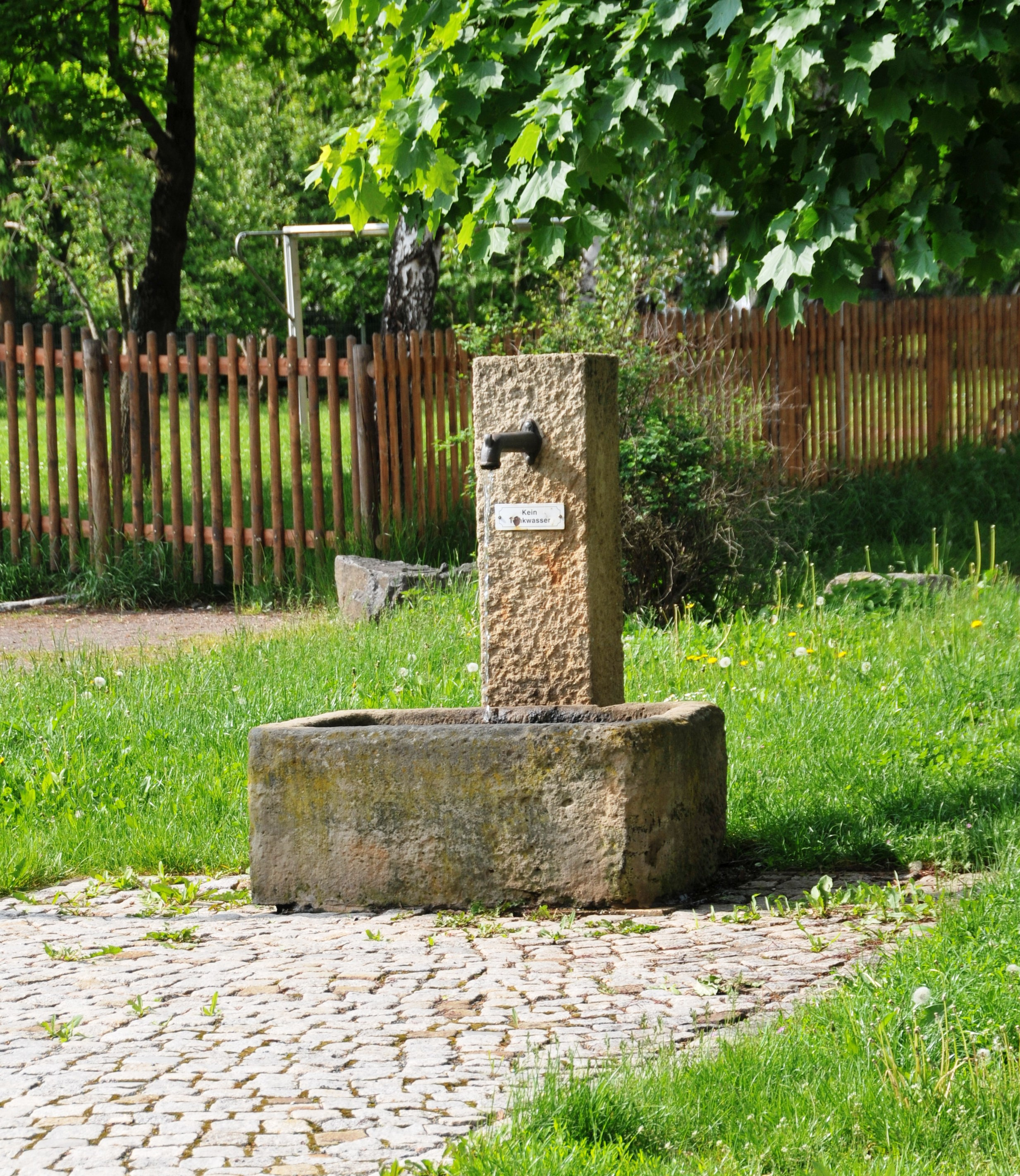
Dorfbrunnen in Siebleben
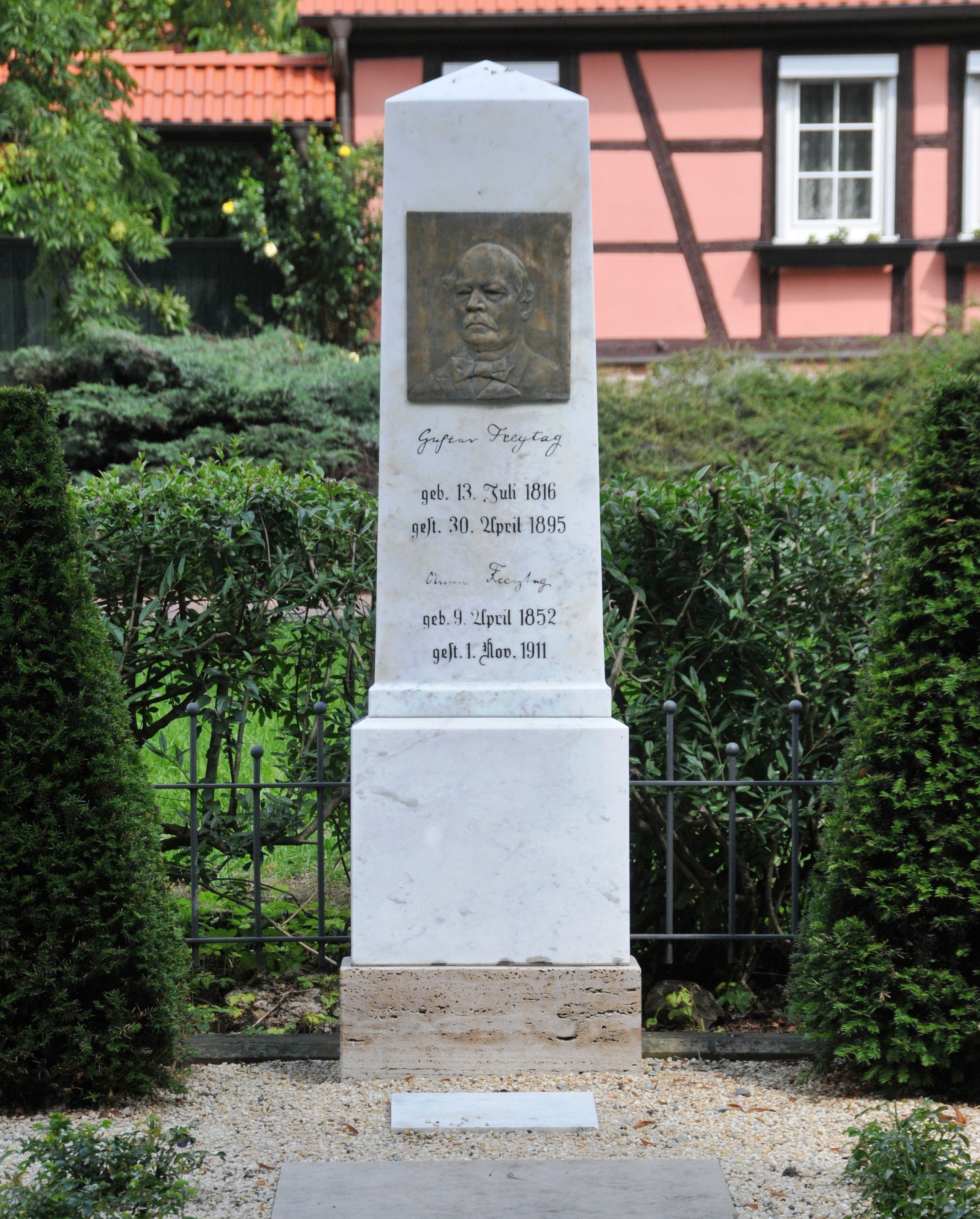
Grabstätte von Gustav und Anne Freytag
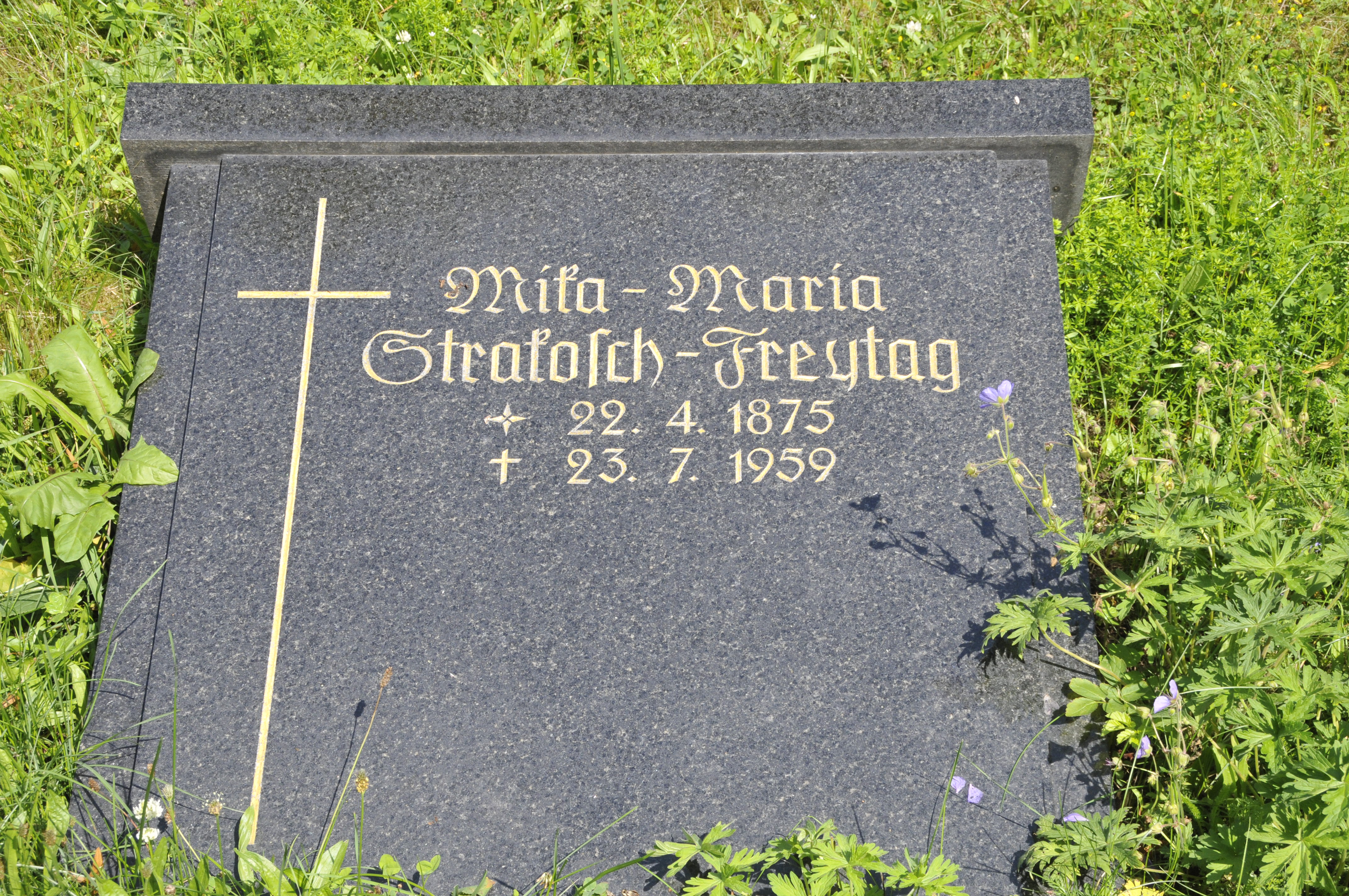
Grabstätte der Stieftochter von Freytag